# Teratopora dinawa
Teratopora dinawa är en fjärilsart som beskrevs av Bethune-Baker 1904. Teratopora dinawa ingår i släktet Teratopora och familjen björnspinnare. Inga underarter finns listade i Catalogue of Life.